# Bruno Tacke
Bruno Tacke (* 26. August 1861 in Wissen an der Sieg; † 28. Oktober 1942 in Hohenlimburg bei Hagen/Westfalen) war ein deutscher Moorforscher und Bodenkundler.

## Biografie
Tacke machte 1880 Abitur am Gymnasium Marianum (Warburg). Er studierte danach Naturwissenschaften in Gießen und Berlin und wurde 1884 mit der tierphysiologischen Dissertation Ueber die Bedeutung der brennbaren Gase im thierischen Organismus an der Universität Berlin zum Dr. phil. promoviert. Während seines Studiums in Gießen wurde er im Winter-Semester 1880/81 Mitglied im Akademisch-Naturwissenschaftlichen Verein, der späteren Burschenschaft Frankonia Gießen, aus der er um 1905 aber wieder austrat. Nach vierjähriger Assistentenzeit am agrikulturchemischen Laboratorium der Landwirtschaftlichen Akademie Bonn-Poppelsdorf erhielt er 1889 eine Anstellung als erster Assistent an der Moor-Versuchsstation in Bremen. Von Oktober 1891 bis Oktober 1929 war er Leiter dieser Versuchsstation, die sich unter seiner Ägide zu einer bedeutenden wissenschaftlichen Institution entwickelte.
Mit seinen Forschungsarbeiten hat Tacke wesentlich dazu beigetragen, dass die landwirtschaftlichen Kultivierungs- und Nutzungsverfahren auf den verschiedenen Moorstandorten weiter verbessert werden konnten. Tacke hat mehrere Bücher über Moorkultur herausgegeben und über 300 wissenschaftliche Beiträge veröffentlicht. Die meisten sind in den Mitteilungen des Vereins zur Förderung der Moorkultur im Deutschen Reiche erschienen. 1912 begründete Tacke das Jahrbuch der Moorkunde, das er viele Jahre allein, zuletzt mit Friedrich Brüne herausgegeben hat.

## Ehrungen
- 1898 wurde Tacke zum Professor und 1912 zum Geheimen Regierungsrat ernannt.
- 1928 verlieh ihm die Landwirtschaftliche Hochschule Bonn-Poppelsdorf den Ehrendoktor.
- 1941, anlässlich seines 80. Geburtstages, wurde er mit der Goethe-Medaille für Kunst und Wissenschaft ausgezeichnet.
- Die Gemeinde Tackesdorf in Schleswig-Holstein wurde nach ihm benannt
- Die Bruno-Tacke-Straße in Bremen-Schwachhausen wurde 1962 nach ihm benannt.

## Hauptwerke
- Die norddeutschen Moore (mit Bernhard Lehmann). Verlag Velhagen & Klasing Bielefeld 1912; 2. Aufl. ebd. 1926 = Monographien zur Erdkunde Bd. 27.
- Vergleichende Düngungsversuche auf Acker- und Wiesenland, ausgeführt in den Jahren 1903–1918 von der Moor-Versuchstation in Bremen. Verlag Paul  Parey Berlin = Arbeiten der Deutschen Landwirtschafts-Gesellschaft H. 319.
- Die naturwissenschaftlichen Grundlagen der Moorkultur. Verlag Paul Parey Berlin 1930 = Die neuzeitliche Moorkultur H. 1.
- Die niedersächsischen Moore und ihre Nutzung (mit Gustav Keppeler). Hannover 1930; = Veröffentlichungen der Wirtschaftswissenschaftlichen Gesellschaft zum Studium Niedersachsens e.V. Reihe A, H. 13. – Zweite durchges. u. erg. Aufl. ebd. 1941.